# Xanthogenate

Xanthogenat-Salz (oben) mit einem einwertigen Metall M und Xanthogenat-Ester (unten). R^{1} und R^{2} sind Organyl-Reste, z. B. Alkyl-Reste.

Xanthogenat ist eine veraltete Bezeichnung für Salze von O-Alkylestern der Dithiokohlensäure sowie für die daraus zugänglichen O,S-Dialkylester (Xanthogensäureester, Alkylxanthogenate). Sie sind Kohlensäurederivate, in denen zwei Sauerstoffatome durch Schwefel ersetzt sind. Sie enthalten R1–O–CSS− bzw. R1–O–CSS–R2 als funktionelle Gruppe.

Schema der Herstellung von „Viscose-Lösung“ (unten) aus Cellulose (oben). Im Beispiel sind alle Hydroxygruppen verestert.

Beim Einpressen von „Viscose-Lösung“ in ein Säurebad (Schwefelsäure) erhält man wieder Cellulose.

## Darstellung
Salzartige Xanthogenate lassen sich aus Alkoholaten durch Umsetzung mit Kohlendisulfid darstellen:
{\displaystyle \mathrm {R{-}O^{-}K^{+}\ +\ CS_{2}\longrightarrow \ R{-}O{-}CSS^{-}K^{+}} }
Die Ester erhält man aus den Salzen durch Alkylierung:
{\displaystyle \mathrm {R{-}O{-}CSS^{-}K^{+}\ +\ CH_{3}I\longrightarrow \ R{-}O{-}CS{-}S{-}CH_{3}\ +\ KI} }

## Reaktionen
Durch Pyrolyse von alkylierten Xanthogenaten entstehen in der Tschugajew-Reaktion Alkene. Da der Reaktionsmechanismus – vergleichbar mit dem einer Decarboxylierung – mit einem cyclischen Übergangszustand beschrieben werden kann, verläuft die Tschugajew-Reaktion als stereochemisch eindeutige syn-Eliminierung.
{\displaystyle \mathrm {R{-}CH_{2}{-}CH_{2}{-}O{-}CS{-}SR'\longrightarrow \ R{-}CH{=}CH_{2}\ +\ COS\ +\ HS{-}R'} }
Durch die Barton-McCombie-Reaktion überführt man einen Alkohol in das Xanthogenat, um ihn anschließend mit Tributylzinnhydrid oder Hexamethyldisilazan radikalisch zum Alkan zu defunktionalisieren.

## Anwendungen

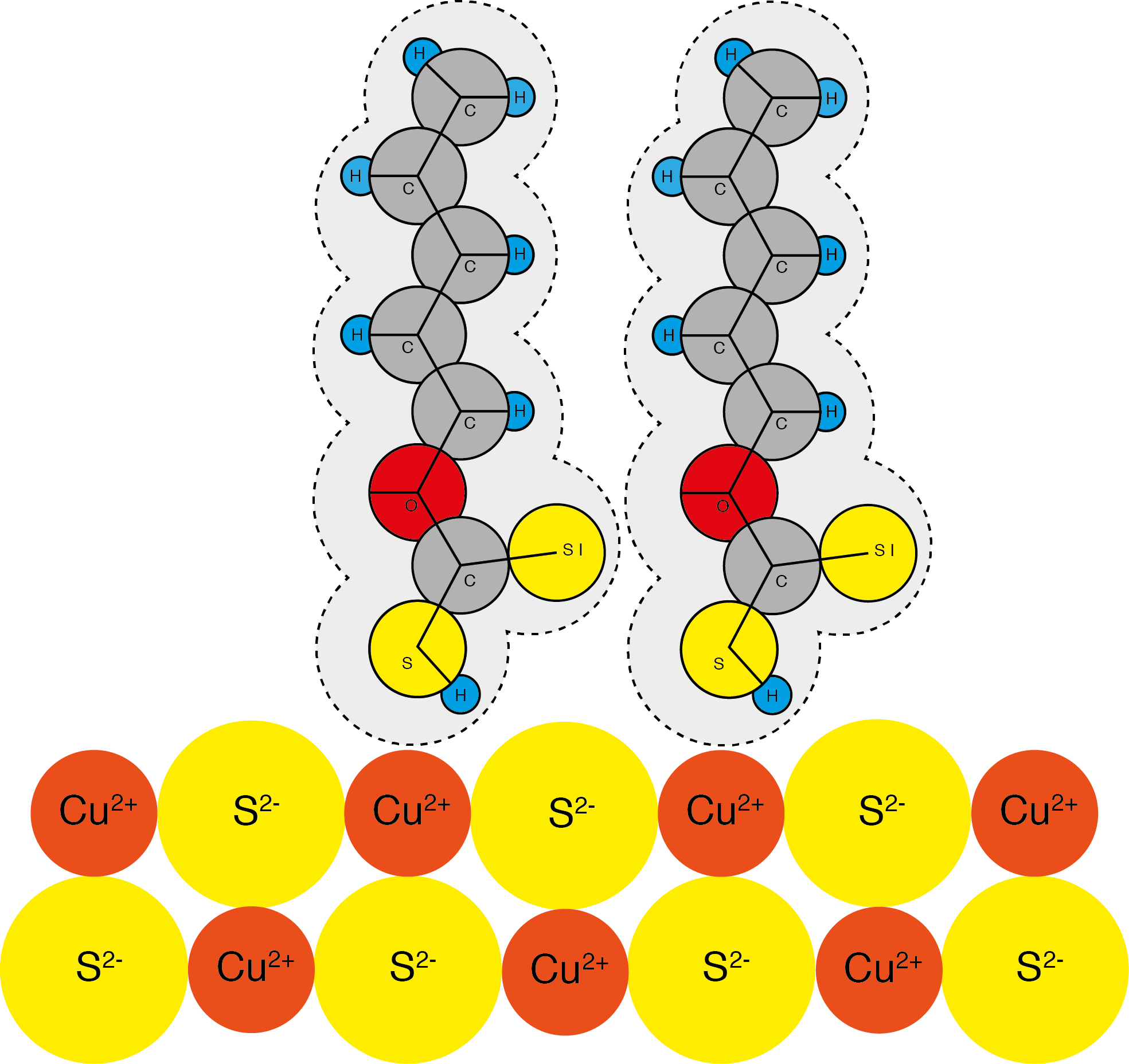
Vereinfachte Darstellung der Bindung von Xanthogensäurepentylester an Kupferkies. Je ein Wasserstoffatom liegt, an Kohlenstoff gebunden, hinter der Zeichenebene. (Nach Hagihara, 1952)

Xanthogenate (wie zum Beispiel Kalium-O-ethyldithiocarbonat und Natrium-O-ethyldithiocarbonat) finden als anionaktive Sammler bei der Flotation von Blei und Kupfererzen Verwendung.
Die Herstellung von – je nach Form der Düse – Viskosefasern oder „Cellophan“-Folien auf Cellulose-Basis kann nach dem Xanthogenat-Verfahren erfolgen. Diese Reaktionsführung wurde 1892 von Charles Frederick Cross und Edward John Bevan patentiert, die erste Folienherstellung durch Wiederausfällung der Cellulosephase 1898 von Charles Henry Stearn. Dabei wird der Zellstoff zuerst einige Stunden mit Natronlauge behandelt (Mercerisation). Unter Zusatz von Schwefelkohlenstoff entsteht dann innerhalb von zwei bis drei Stunden das Xanthogenat; dabei wird nur ein Teil der Hydroxygruppen der Glucose-Einheiten verestert. Die durch das Nebenprodukt Natriumtrithiocarbonat braun verfärbte Masse wird durch Zugabe weiterer Natronlauge zu einer kolloidale Lösung verdünnt, deren noch hohe Viskosität der Faser ihren Namen gab. Das Einpressen in ein schwefelsaures Fällbad liefert dann wieder feste Cellulose.